# Next Generation ATP Finals 2018 - Singolare
Chung Hyeon era il detentore del titolo, ma non ha potuto prendere parte a questa edizione del torneo in quanto superato il limite d'età.
In finale Stefanos Tsitsipas ha battuto Alex de Minaur con il punteggio di 2-4, 4-1, 4-33, 4-33.

## Giocatori
1. Stefanos Tsitsipas (campione)
2. Alex de Minaur (finale)
3. Frances Tiafoe (round robin)
4. Taylor Fritz (round robin)

1. Andrej Rublëv (semifinale, terzo posto)
2. Jaume Munar (semifinale)
3. Hubert Hurkacz (round robin)
4. Liam Caruana (round robin)

### Riserve
1. Ugo Humbert (non ha giocato)

1. Michael Mmoh (non ha giocato)

## Tabellone

### Legenda
| - Q = Qualificato - WC = Wild card - LL = Lucky loser | - ALT = Alternate - SE = Special Exempt - PR = Protected Ranking | - w/o = Walkover - r = Ritirato - d = Squalificato |

### Fase finale
|  | Semifinali         | Semifinali         | Semifinali | Semifinali | Semifinali | Semifinali | Semifinali |  |  | Finale             | Finale             | Finale             | Finale | Finale | Finale | Finale |  |
|  |                    |                    |            |            |            |            |            |  |  |                    |                    |                    |        |        |        |        |  |
|  | Stefanos Tsitsipas | Stefanos Tsitsipas | 4          | 35         | 4          | 2          | 4          |  |  |                    |                    |                    |        |        |        |        |  |
|  | Andrej Rublëv      | Andrej Rublëv      | 3          | 4          | 0          | 4          | 32         |  |  | Stefanos Tsitsipas | Stefanos Tsitsipas | Stefanos Tsitsipas | 2      | 4      | 4      | 4      |  |
|  | Alex de Minaur     | Alex de Minaur     | 35         | 4          | 4          | 34         | 4          |  |  | Alex de Minaur     | Alex de Minaur     | Alex de Minaur     | 4      | 1      | 3      | 3      |  |
|  | Jaume Munar        | Jaume Munar        | 4          | 1          | 1          | 4          | 2          |  |  |                    |                    |                    |        |        |        |        |  |
|  |                    |                    |            |            |            |            |            |  |  |                    |                    |                    |        |        |        |        |  |
|  |                    |                    |            |            |            |            |            |  |  | Finale 3º posto    |                    |                    |        |        |        |        |  |
|  |                    |                    |            |            |            |            |            |  |  |                    |                    |                    |        |        |        |        |  |
|  |                    |                    |            |            |            |            |            |  |  | Andrej Rublëv      | Andrej Rublëv      | 1                  | 4      | 2      | 4      | 4      |  |
|  |                    |                    |            |            |            |            |            |  |  | Jaume Munar        | Jaume Munar        | 4                  | 34     | 4      | 2      | 3      |  |

### Gruppo A
|   |                    | Tsitsipas             | Tiafoe               | Munar                    | Hurkacz                  | RR V–P | Set V-P   | Game V-P    | Classifica |
| 1 | Stefanos Tsitsipas |                       | 4–33, 4–35, 4–2      | 4–35, 4–33, 34–4, 4–2    | 4–1, 4–32, 4–1           | 3–0    | 9–1 (90%) | 39–25 (61%) | 1          |
| 3 | Frances Tiafoe     | 3–4, 35–4, 2–4        |                      | 1–4, 33–4, 1–4           | 4–1, 4–2, 2–4, 4–310     | 1–2    | 3–7 (30%) | 27–34 (44%) | 4          |
| 6 | Jaume Munar        | 35–4, 33–4, 4–34, 2–4 | 4–1, 4–33, 4–1       |                          | 2–4, 2–4, 4–2, 4–35, 1–4 | 1–2    | 6–6 (50%) | 37–37 (50%) | 2          |
| 7 | Hubert Hurkacz     | 1–4, 32–4, 1–4        | 1–4, 2–4, 4–2, 310–4 | 4–2, 4–2, 2–4, 35–4, 4–1 |                          | 1–2    | 4–8 (33%) | 32–39 (45%) | 3          |

La classifica viene stilata in base ai seguenti criteri: 1) Numero di vittorie; 2) Numero di partite giocate; 3) Scontri diretti (in caso di due giocatori pari merito); 4) Percentuale di set vinti o di game vinti (in caso di tre giocatori pari merito); 5) ATP ranking

### Gruppo B
|   |                | De Minaur           | Fritz                     | Rublëv                    | Caruana             | RR V–P | Set V-P   | Game V-P    | Classifica |
| 2 | Alex de Minaur |                     | 4–38, 4–1, 4–2            | 4–1, 35–4, 4–1, 4–2       | 4–1, 4–1, 4–2       | 3–0    | 9–1 (90%) | 39–18 (68%) | 1          |
| 4 | Taylor Fritz   | 38–4, 1–4, 2–4      |                           | 2–4, 4–1, 4–34, 32–4, 2–4 | 1–4, 4–1, 4–39, 4–2 | 1–2    | 5–7 (42%) | 34–38 (47%) | 3          |
| 5 | Andrej Rublëv  | 1–4, 4–35, 1–4, 2–4 | 4–2, 1–4, 34–4, 4–32, 4–2 |                           | 4–37, 4–1, 4–2      | 2–1    | 7–5 (58%) | 36–36 (50%) | 2          |
| 8 | Liam Caruana   | 1–4, 1–4, 2–4       | 4–1, 1–4, 39–4, 2–4       | 37–4, 1–4, 2–4            |                     | 0–3    | 1–9 (10%) | 20–37 (35%) | 4          |

La classifica viene stilata in base ai seguenti criteri: 1) Numero di vittorie; 2) Numero di partite giocate; 3) Scontri diretti (in caso di due giocatori pari merito); 4) Percentuale di set vinti o di game vinti (in caso di tre giocatori pari merito); 5) ATP ranking